# Dagmar Wiedemann
Dagmar Wiedemann (* 2. Februar 1950 in Kaufungen) ist eine deutsche Politikerin (SPD). Von 2020 bis 2025 war sie Mitglied der Hamburgischen Bürgerschaft.

## Leben und Wirken
Dagmar Wiedemann studierte Rechtswissenschaften in Marburg und Hamburg, war als Rechtsanwältin in Hamburg tätig und lebte sieben Jahre in Japan. 1972 trat sie in die SPD ein.
Wiedemann war Vorsitzende der Bezirksversammlung Hamburg-Nord. Nachdem sie erfolglos bei den Bürgerschaftswahlen 2008, 2011 und 2015 kandidiert hatte, gelang ihr 2020 der Einzug als Abgeordnete in die Hamburgische Bürgerschaft durch den Gewinn eines Direktmandats im Wahlkreis Eppendorf – Winterhude. Sie eröffnete die konstituierende Sitzung der 22. Bürgerschaft am 18. März 2020 als Alterspräsidentin. Wiedemann war Vorsitzende des Eingabenausschusses. Bei der Bürgerschaftswahl 2025 kandidierte sie nicht erneut.
Sie hat zwei Kinder und wohnt in Hamburg.